# Vendiska hansastäderna
De vendiska hansestäderna är en sammanfattande benämning på en grupp av hansestäder, främst Lübeck, Wismar, Rostock, Stralsund, Greifswald och Hamburg. Bland dessa framstod Lübeck som den ledande.
Vendisk refererar här till Pommern, som länge efter Ostsiedlung, den tyska expansionen österut och underkastandet av venderna, fortsatt kallades för Vendland.
Jämte denna gruppering fanns också:
- den sachsiska, ledd av Braunschweig, ofta i samklang med de vendiska,
- den preussiska anförd av Danzig,
- den westfaliska med Köln som ledande stad, ofta allians med de preussiska städerna, och
- de livländska hansestäderna, till vilka Visby först räknades som tongivande, därefter Riga.